# Leptolalax bidoupensis
Espèce
Leptolalax bidoupensis est une espèce d'amphibiens de la famille des Megophryidae.

## Répartition
Cette espèce est endémique du Viêt Nam. Elle se rencontre dans la province de Lâm Đồng. Sa présence est incertaine au Laos.

## Description
Leptolalax bidoupensis mesure entre 24 et 30 mm. Son dos est brun avec des taches brun sombre.

## Étymologie
Son nom d'espèce, composé de bidoup et du suffixe latin -ensis, « qui vit dans, qui habite », lui a été donné en référence au lieu de sa découverte, le parc national Bidoup Nui Ba.

## Publication originale
- Rowley, Le, Tran & Hoang, 2011 : A new species of Leptolalax (Anura: Megophryidae) from southern Vietnam. Zootaxa, no 2796, p. 15-28 (texte intégral).